# Botanisk ordlista
Det här är en lista över ord som är vanligt förekommande inom botaniken. Denna lista ska förklara de vanligaste begreppen som används då växters utseende, förökning, växtplats och växtsätt beskrivs. En del ord förklaras i mer djupgående artiklar, medan andra förklaras i sin helhet här. Om något ord saknas så går det bra att ta upp det på diskussionssidan, eller helt enkelt lägga till det här. Denna artikel är dock under avveckling och planeras bli ersatt med fullständiga artiklar på alla ämnen. Bidra gärna!

## Ordlista

### A
| Ord              | Förklaring |  |
| ---------------- | --- |  |
| Abskission       | fällning av blad, blommor och frukter. Ofta under inverkan av det gasformiga växthormonet eten.                                                                                                   |  |
| Abskissionsskikt | avskiljningsskikt eller fällningsskikt som utbildas på blad- och fruktskaft. Celler upplöses och skiktet försvagas.                                                                               |  |
| Adventiv         | kommer från latinets, adventivus och betyder något som bryter fram, inom botaniken en växt som är tillfälligt inkommen. Se adventivväxt och adventivrot.                                          |  |
| Adventivskott    | biknopp eller skott som bildats från rötter, blad eller stjälk, oftast efter beskärning. |  |
| Aktinomorf       | radiärsymmetrisk, så kallas blomsymmetri som uppifrån kan delas in i två lika delar, tre eller flera gånger genom centrum.                                                                        |  |
| Akrokarp         | bladmossa med sporkapseln högst upp på skottet. Ofta upprättstående och ej mattbildande (jämför pleurokarp).                                                                                      |  |
| Alvar            | eller alvarmark, är en hedlik vegetation på kalkhällmark, med tunt jordlager, som i Sverige endast finns på Öland och Gotland.                                                                    |  |
| Annulus          | en ring; området mellan två koncentriska cirklar, inom botaniken väggen runt sporgömmet som består av elastiska celler.                                                                           |  |
| Apomikt          | är fenomenet att en organism förökar sig utan vare sig befruktning, meios eller produktion av gameter. Se apomixis.                                                                               |  |
| Apokarpi         | Om karpellerna är fria från varandra och bildar flera pistiller. |  |
| Art              | är ett begrepp inom det biologiska sexualsystemet, skapat av Carl von Linné, för att klassificera alla djur, växter och mineraler.                                                                |  |
| Areol            | kuddliknande, liten rund, tillväxtpunkt som taggar och blommor växer ut från på kaktusar, och också kan bära borst och hår.                                                                       |  |
| Ax               | sädesslag och övriga gräs bär sina frön i småax. Det kan vara tätt packade som hos vete, korn, majs och råg, och bildar då tillsammans ett ax, men även glest placerade i en vippa som hos havre. |  |
| Axfjäll          | är en form av blad som ger stöd till blommorna i ett ax hos exempelvis viden och starrar. |  |
| Axill            | bladveck, vinkeln mellan ett blads ovansida och bladets stam hos växter. |  |

### B
| Balja               | en skidliknande kapsel, bestående av ett fruktblad, som omsluter fröna hos ärtväxterna och bildar en frukt.                     |  |
| Baljkapsel          | det omslutande bladet som håller ihop frukten hos ärtväxter och öppnas längs en söm.                                            |  |
| Bestånd             | flera individer av samma art i en större samling.                                                                               |  |
| Bikrona             | ytterligare bladbildningar i blomman, infästade i kronbladen. Växter med tydliga bikronor är påsklilja och rödblära.            |  |
| Bladöron            | utväxter nere vid bladets bas.                                                                                                  |  |
| Blomblad            | avser foder och kronblad där dessa inte är differentierade. Som hos kaktusar, magnolior och liljesläktet.                       |  |
| Blomma på bar kvist | då blomning sker innan bladen slår ut.                                                                                          |  |
| Blomsamling         | en större ansamling av blommor hos en växt. Flock, knippe och klase är exempel på blomsamlingar.                                |  |
| Blomställning       | en del av växten, som blomman eller en samling av blommor.                                                                      |  |
| Borst               | små tunna spröt som ej sticks, såsom taggar.                                                                                    |  |
| Borstudd            | yttersta delen av ett borstspröt som oftast är ofärgat och något vasst.                                                         |  |
| Botaniker           | person som yrkesmässigt ägnar sig åt botanik.                                                                                   |  |
| Botanist            | person som ägnar sig åt botanik, ofta som hobby e d.                                                                            |  |
| Brännhår            | styva borstliknande hår som vid beröring släpper ut en hudirriterande vätska och går sönder, finns bland annat hos brännässlan. |  |
| Buske               | växt som blir vedartad likt träd, men som grenar sig redan nere vid basen och inte blir mer än tio meter hög.                   |  |
| Bär                 | en köttig del som omsluter frösamlingen och bildar ibland ätliga frukter. Se exempelvis blåbär.                                 |  |

### C
| Calyx       | foder (samlingsnamn för foderblad).                                                                |  |
| Centraltagg | den tagg som sitter i mitten av en taggsamling i areolerna hos kaktusarna. Se även radiärtaggar.   |  |
| Cephalium   | en samling av ull eller borstliknande hår som utmynnar ur areolerna hos vissa kaktusarter.         |  |
| Cilierad    | fint, utstående och regelbundet hår längs kanterna.                                                |  |
| Corolla     | krona (samlingsnamn för kronblad).                                                                 |  |
| Cristata    | kaktusar som plötsligt intar olika skrynkliga ormliknande former, och som även kallas kristatform. |  |
| Cupula      | en kopplik utväxt hos bokväxter som innehåller en eller flera frukter.                             |  |

### D
| Dioik                         | Annat ord för Tvåbyggare. |  |
| Diskblomma                    | Diskblommor är blommor som inte befinner sig ytterst i blomkorgen. De blommor som sitter allra ytterst i korgen kallas kantblommor. Blomkorg är den blomställning som till exempel maskrosor och prästkrage har. |  |
| Dubbelsågad                   | innebär att "tänderna" på ett sågtandat blad också har sågliknande tänder. |  |
| Dubbelblommig, dubbla blommor | Blommor med ett ökat antal kronblad, dubbelt mot det vanliga eller ännu mer. |  |

### E
| Ekotyp                      | är en ärftligt specialiserad variant (inom en art), anpassad till en viss miljö men inte avskild från andra ekotyper. |  |  |
| Elaiosom                    | hos frön eller frukter finns ett särskilt parti som innehåller bland annat olja och som äts av myrorna. |  |  |
| Elater                      | (även elatär) ett hygroskopiskt band på sporer som underlättar spridningen. Förekommer hos fräkenväxterna. |  |  |
| Enbyggare                   | se Sambyggare. |  |  |
| Endem                       | förekommer endast inom ett definierat område. En art som är endemisk för Sverige förekommer sålunda endast där. En vanlig missuppfattning är att en endem även måste ha en liten utbredning, men det är korrekt att, t. ex. för en växt som har vid utbredning i Afrika men saknas på andra kontinenter, säga att den är endemisk för Afrika. I praktiken används dock termen oftast för arter med små utbredningar, inskränkta till en viss ö, en viss bergstopp etc. |  |  |
| Enkelblommig, enkla blommor | blommor med, för arten, naturligt antal kronblad. Används vanligen bara ihop med begreppen fylldblommig eller dubbelblommig. Ex. en enkelblommande ros har fem (eller färre) kronblad. |  |  |
| Epidermis                   | Ett skyddande ytterlager på växter och vävnader som inte har sekundär tillväxt. Motsvarar barken (peridermis på växter med sekundär tillväxt. |  |  |
| Epifyt                      | är växter som lever på andra växter till exempel träd. Epifytiska kärlväxter förekommer mest i regnskogar, medan epifytiska mossor och lavar är vanligt förekommande i de flesta klimatzoner. |  |  |
| Epigyn                      | undersittande fruktämne, vilket betyder att hyllebladen fäster ovanför fruktämnet. Se även hypogyn. |  |  |
| Ettåriga växter             | växter som endast lever och fortplantar sig under en säsong. |  |  |

### F
| Fertil                       | som kan föröka sig sexuellt. |  |
| Fjolårsskott                 | bladlösa skott som växt fram under föregående växtsäsong. |  |
| Flytjord                     | siltjord som har mycket högt vatteninnehåll och hög kapillaritet i kombination med dålig kohesion. Den höga vattenhalten gör marken rörlig och instabil, i synnerhet på sluttningar. |  |
| Foderblad                    | blad som bildar en krans precis under kronbladen. Är oftast gröna eller bruna. |  |
| Fruktgömme                   | den av ett förblad formade flaskliknande bildning, vilken hos arterna i starrsläktet omsluter först honblomman och senare den nöt som denna bildar. |  |
| Fruktkudde                   | uppsvällning på fruktträd där frukt tidigare växt och som är källa till nya blomknoppar. |  |
| Fruktämne                    | de vävnader vid basen av blommans pistill som senare skall bilda frukten. Se frukt. |  |
| Fröfjäll                     | platta fjäll med fröanlag spiralformigt placerade på barrträdens honkottar, vanligen sammanväxta med täckfjäll. |  |
| Fröhylle eller frömantel     | köttigt hölje runt frö, ofta starkt färgat för att attrahera fåglar. |  |
| Frösådd                      | fortplantning genom frö, till skillnad från asexuell förökning genom till exempel revor eller sticklingar. |  |
| Fröämne                      | de cellanlag som innehåller de obefruktade äggcellerna i fruktämnet. De sitter i fruktämnet. |  |
| Fylldblommig, fyllda blommor | blommor när antalet kron- eller blomblad överstiger det för arten naturliga antalet. Detta sker vanligen genom att ståndare och pistiller i olika grad omvandlas till kronblad eller genom att själva kronbladen dubbleras. Fyllda blommor anses ofta vackert och är vanligt bland trädgårdsväxter. De är ofta sterila. |  |
| Fyllokladier                 | bladskaft som blivit bladliknande och tagit över själva bladskivans roll. Förekommer bland annat hos akacior (Acacia) och stickmyrtensläktet. |  |

### G
| Geofyt         | växter som lagrar vatten och annan näring under jorden, i motsats till suckulent.         |  |
| Glandel        | små, rundade körtlar som avsöndrar eller innehåller oljor, hartser etc.                   |  |
| Glandelhår     | hår med glandel i spetsen.                                                                |  |
| Glandelpunkter | små glandler insänkta i bladen.                                                           |  |
| Glandelsågad   | sågad bladkant med en glandel på varje tand.                                              |  |
| Glochider      | mycket talrika små hullingförsedda taggar som förekommer hos Opuntia-kaktusar.            |  |
| Groddknopp     | små, rundade knoppar som fungerar som spridningsorgan.                                    |  |
| Gälblad        | finflikiga blad på undervattensväxter. De underlättar gasutbytet och vattencirkulationen. |  |

### H
| Halofyt              | (av grek. hals "salt" och phyton "växt"), saltväxt, en växt som lever på starkt salthaltig mark. |  |  |
| Halvbuske            | växt där stjälken är vedartad nedtill och örtartad upptill. |  |  |
| Halvparasit          | växt som lever delvis på andra växter. |  |  |
| Hamla                | att ta lövrika grenar till foder. |  |  |
| Hanblomma            | blomma som endast innehåller ståndare, inga pistiller. |  |  |
| Handdelat            | blad (palmatisect) är ett handflikigt blad som flikigt nästan ner till mittnerven. |  |  |
| Handflikig           | är en bladform. De är enkla som har tre till flera flikar som utgår från samma punkt. Detta motsvarar engelskans palmate. |  |  |
| Hapaxant             | en växt som blommar endast en gång innan plantan dör. |  |  |
| Heterokladi          | är förekomsten av grenar eller skott av olika slag hos samma växt, till exempel långskott och kortskott. |  |  |
| Heterostyli          | när olika individer har olika längd på stiften. |  |  |
| Hjärtblad            | de blad som först bildas från det groende fröet. Avviker ofta i utseende från de vanliga bladen. |  |  |
| Holk                 | |  |  |
| Holkfjäll            | fjällika blad runt en korgblomställning. |  |  |
| Homostyli            | liklånga stift hos alla individer av en art. |  |  |
| Honblomma            | blomma som endast innehåller pistiller, inga ståndare. |  |  |
| Honungsblad          | ofta små kronbladslika blad med nektarier. |  |  |
| Hypanthium           | Blombotten |  |  |
| Hybrid               | korsning mellan två arter. Kan visa karaktärer från båda eller från nästan bara ena föräldern. |  |  |
| Hylle, hylleblad     | Avser både en blommas kronblad och dess foderblad, vanligen där dessa ej är differentierade. |  |  |
| Hypogyn              | är detsamma som översittande fruktämne, där hela pistillen sitter ovanför hyllebladsfästena. |  |  |
| Hårpensel            | se pappus. |  |  |
| Hänge                | hängande ax. |  |  |
| Hängefjäll           | litet fjäll som stöder blommorna i ett hänge. |  |  |
| Högblad              | små bladlika bildningar som sitter strax under blommorna. Kallas även stödblad. Dessa kan i många fall ha en annan färg än övriga blad och används då att locka insekter till själva blomman. Se exempelvis Julstjärna eller Trillingblommor. |  |  |
| Hölster, hölsterblad | stora, ofta färgade högblad som omsluter blommorna. |  |  |

### I
| Intermediär | Mellanform |  |

### J
| Jordstam | underjordisk stamdel. |  |

### K
| Kalk (botanik), kalkblad | termen används vanligen för blommor där foderbladen inte är gröna utan mer kronbladslika, eller där foder- och kronblad inte är differentierade. Se hylle och blomblad. |  |
| Kalkborst                | kalkblad som omvandlats till hårlika bildningar. |  |
| Kantblomma               | Kantblommor är blommor som befinner sig ytterst i blomkorgen. De blommor som sitter innanför kallas kantblommor. Blomkorg är den blomställning som till exempel maskrosor och prästkrage har. Kantblommor har ofta ett kronblad som är mycket stort. En sådan kantblomma kallas också strålblomma. |  |
| Kapsel (botanik)         | torr frukt som öppnas. Bildad av flera fruktblad. |  |
| Karpell                  | ett hon-fertilt blad samma som fruktblad |  |
| Karpofor                 | förlängning mellan hyllebladens fäste och fruktens. |  |
| Kleistogam               | en självbefruktande blomma som aldrig öppnar sig. |  |
| Kladod                   | Ett skott eller en gren som tagit över bladets funktion, ofta genom att bli bladliknande. |  |
| Klon                     | genetiskt lika individer som bildats asexuellt från en förälder. |  |
| Klyvfrukt                | frukt som faller sönder i enfröiga, nötlika delfrukter. |  |
| Klängen                  | smala klätterorgan, omvandlade småblad eller grenar. |  |
| Knapp (botanik)          | den del av ståndaren där pollenkornen bildas. |  |
| Knopp                    | förstadiet till en blomma eller blomman innan den slagit ut. |  |
| Knoppfjäll               | det eller de fjäll som täcker knoppen innan den slår ut. |  |
| Kolv                     | eller spadix är ett ax med förtjockad stjälk. Förekommer framför allt hos kallaväxter. |  |
| Konnektiv                | översta delen av ståndarsträngen där knapphalvorna är fästa. |  |
| Korklister               | korkartade lister på kvistar. |  |
| Korkporer                | upphöjda, millimeterstora bildningar med smal öppning överst. På frukter eller årskvistar. |  |
| Kotte                    | fortplantningsorgan (det finns både hon och hankottar), barrväxters (och alars) motsvarighet till blommor. |  |
| Kronblad (botanik)       | den inre kransen av hylleblad, som vanligen har en skyltande funktion. |  |
| Kumarin                  | väldoftande kemisk förening som finns i sötväpplingar, flera gräs och några måror. |  |
| Kärlsträng               | ledningsvävnad där transport av vatten och näring sker. |  |
| Könspelare               | eller gynostemium är ett organ hos orkidéer. |  |

### L
| Led (botanik) | bladfästet på ett strå eller en stjälk. |  |
| Ledstycke     | avståndet mellan två leder.             |  |
| Lian          | klättrande buske, vedartad klängväxt.   |  |
| Lökskal       | tunt, pappersartat hölje kring lökar.   |  |

### M
| Makrospor och mikrospor | Två olikstora sporer som bildas hos vissa kärlkryptogamer.                                                 |            |                                                                                           |  |
| Mekofil                 | Växt med fröspridning anpassad till djur som utför frötransporten.                                         |            |                                                                                           |  |
| Meristem                | En samlingar av celler i vissa delar av växter där celldelning sker för tillväxt på bredden eller längden. |            |                                                                                           |  |
| Meteorisk art           | växt som uppträder med långa intervall.                                                                    |            |                                                                                           |  |
| Monoik                  | Annat ord för sambyggare.                                                                                  | Monotypisk | familj eller släkte som omfattar endast ett art eller en art som bara omfattar ett taxon. |  |
| Monstruosa, Monstrosus  | kaktusar i pelarform som har flera tillväxtpunkter och växer åt alla håll.                                 |            |                                                                                           |  |
| Mykorrhiza              | samverkan mellan svamp och växtrötter som ger båda organismerna fördelar.                                  |            |                                                                                           |  |
| Mångbyggare             | växt med en- och tvåkönade blommor.                                                                        |            |                                                                                           |  |
| Märkesstrålar           | märken som sitter direkt på fruktbladen.                                                                   |            |                                                                                           |  |

### N
| Naturaliserad | införd växt som blivit bofast och förökar sig.           |  |
| Nektar        | söt vätska som produceras av körtlar. Lockar insekter.   |  |
| Nektargömme   | lagringsorgan för nektar. Vanligen fack eller sporrar.   |  |
| Nektarium     | Körtel som producerar nektar. Kallas även honungskörtel. |  |
| Nod           | området där bladet är fästat vid stjälken eller grenen.  |  |

### O
| Oceanisk art | växt som är bunden till ett milt, fuktigt vinterklimat. |  |

### P
| Papill      | liten vårtliknande utväxt. |  |
| Papillös    | mycket fint vårtig, synlig i stark förstoring. |  |
| Pappus      | foder som bildar hår- eller fjällika bihang på frukten; hos korgblommiga. |  |
| Parbladig   | sammansatt blad, som ett rönnblad. |  |
| Petal       | annat namn för kronblad. |  |
| Perenn      | en växt som lever längre än två år. |  |
| Pleurokarp  | mossa med sporhuset sidoställt eller längst ut på en kort gren. Ofta krypande och mattbildande (jämför akrokarp).                                                                 |  |
| Pollen      | frömjöl, bildas i ståndarknapparnas fack. |  |
| Pollinium   | sammanhängande massa av pollen från ett ståndarknappsfack som fäster på besökande insekter; finns hos orkidéer och tulkörter.                                                     |  |
| Polygonmark | markstruktur i fjällen och Arktis där frost rör och sorterar jorden i polygoner eller ringar. Dessa mönster uppstår på slät mark genom upprepade frysnings- och tiningsprocesser. |  |
| Protallium  | förgrodd, den könliga generationen hos kärlkryptogamerna. |  |
| Protandri   | när en blomma först utvecklar ståndarna. |  |

### R
| Radiärsymmetrisk | (akinomorf), så kallar man en blomma som uppifrån kan delas in i två lika delar, tre eller flera gånger genom centrum.                          |  |
| Radiärtaggar     | de taggar som sitter runt en så kallad centrumtagg på en kaktus.                                                                                |  |
| Racemös          | En blomställning som är obegränsad, dvs. saknar toppblomma                                                                                      |  |
| Reva             | samma sak som utlöpare, se det ordet. |  |
| Rikkärr          | närings- eller ofta kalkrika kärr. |  |
| Rhizom           | horisontell underjordisk stam som ofta är beströdd med ärr efter blad.                                                                          |  |
|                  | |  |
| Ris (botanik)    | låg buske, ej högre än 30 cm. |  |
| Rosett (botanik) | många, nästan alla, av växtens blad är samlade på en låg punkt på stammen och riktade åt olika håll, ganska jämnt fördelat på olika riktningar. |  |
| Rothår           | finns på de minsta rötterna på en växt. De är mycket tunna och suger in vatten med närsalter i växten (närsalterna finns upplösta i vattnet).   |  |
| Rotskott         | skott från rot eller underjordiska stamdelar.                                                                                                   |  |
| Ruderatmark      | mark där den naturliga floran störts, exempelvis utfyllnader, omlastningsplatser och upplagsplatser.                                            |  |

### S
| Sambladig           | om krona, att kronbladen är sammanvuxna med varandra. |  |  |
| Sambyggare          | växt med enkönade blommor på samma individ. |  |  |
| Saprofyt            | växt, ofta utan klorofyll, som helt eller delvis utnyttjar dött organiskt material.                                                                                              |  |  |
| Sepal (botanik)     | foderblad |  |  |
| Skott (botanik)     | del av växt som oftast bär anlag till blommor eller blad. |  |  |
| Snärp               | hinnartad bildning vid bladskivans bas hos bland annat gräs. |  |  |
| Snärpslida          | rörlik slida som omsluter stammen uppåt från bladet. |  |  |
| Sporgömme           | behållare där sporerna bildas hos kärlkryptogamerna. |  |  |
| Sporgömmesamling    | samling av sporgömmen ofta skyddade av ett svepefjäll. |  |  |
| Sporofyll           | sporbärande blad. |  |  |
| Sporre (botanik)    | kronblad med säcklik utbuktning, innehåller ofta nektar. |  |  |
| ssp.                | förkortning av latinets "subspecies". Se underart. |  |  |
| Stam                | |  |  |
| Staminodium         | steril ståndare. |  |  |
| Steril              | kan ej ge avkomma genom sexuell förökning. |  |  |
| Stiftkanal          | stiftsamlingens gemensamma kanal genom det blivande nyponets topp. |  |  |
| Stipelslida         | en kring stjälken sluten rörlik slida som går uppåt från ledknutarna; särskilt hos slideväxterna.                                                                                |  |  |
| Stipler             | bladlika bildningar i par vid bladskaftets bas. |  |  |
| Stjärnhår           | grenade hår med flera nästan liklånga grenar. |  |  |
| Stoloner            | ovanjordiska utlöpare som rotar sig vid noderna. |  |  |
| Strierad            | fint fårad växtdel. |  |  |
| Strålblomma         | En strålblomma är en kantblomma som har ett stort kronblad. På en prästkrage hör varje vitt kronblad till en egen strålblomma och varje gult rör i mitten är en egen diskblomma. |  |  |
| Svepeblad (botanik) | ofta små blad under blomman eller blomställningen. |  |  |
| Svepefjäll          | täckfjäll som skyddar sporgömmesamlingarna hos kärlkryptogamerna. |  |  |
| subspecies          | latin för underart, taxonomisk rang under art. Förkortas vanligen subsp. eller ssp.                                                                                              |  |  |
| Suckulent           | köttig växt som lagrar vatten. |  |  |
| Sydberg             | sydexponerat brantberg med gynnsamt klimat för sydliga växter. |  |  |

### T
| Tagg            | stickande utskott med bred bas från stammens yta. |  |
| Taxon           | (pluralis taxa), systematisk enhet, t. ex. en art. Taxa på skilda nivåer sägs ha olika rang och bildar en skala, t. ex. (stigande) art, släkte, familj, ordning, klass o.s.v. |  |
| Tepal           | avser foder och kronblad där dessa inte differentierade. Som hos kaktusar och magnolior.                                                                                      |  |
| Torn            | stickande utskott bildat från ett lång- eller kortskott eller ibland från ombildade blad.                                                                                     |  |
| Träd            | vedväxt med huvudstam som förgrenar sig först en bit upp. |  |
| Turion          | övervintringsknopp hos vattenväxter, bildas på sensommaren. |  |
| Tvåbyggare      | växt med enkönade blommor på olika individer. |  |
| Tvååriga växter | växter som lever två växtsäsonger och vanligen fortplantar sig den andra säsongen, bienn.                                                                                     |  |

### U
| Uddsmåblad, uddblad | ensamt småblad i spetsen av ett parbladigt blad.                                      |  |
| Utlöpare            | sidoskott från växtens basaldel. Växer ovan eller under jord och kan vara rotslående. |  |

### V
| Valvler             | skidans båda vägghalvor. |  |  |
| Vedartad            | växt som bildar ved i stjälkar och stammar och inte vissnar ner efter vegetationsperiodens slut. ett annat ord är lignoser. |  |  |
| Vedåsar             | åsar på veden, ses under barken.                                                                                            |  |  |
| Vegetativ förökning | könlös förökning med utlöpare, sticklingar eller groddknoppar.                                                              |  |  |
| Vindblotta          | öppen plats med låga fjällväxter som utsätts för kraftig vindpåverkan.                                                      |  |  |
| Vinterståndare      | fruktställning som står kvar under vintern.                                                                                 |  |  |
| Vingkantad          | kantad av breda bladartade lister.                                                                                          |  |  |
| Vivipari            | blommor som bildar groddknoppar med blad och i vissa fall även rötter.                                                      |  |  |

### Z
| Zygomorfa blommor | blommor med endast ett symmetriplan. Blomman kan bara delas på ett sätt för att få två lika delar. Exempel: jordrökar, ärtväxter, kransblommiga växter och julkaktus. |  |  |

### Å
| Årsskott | skott som vuxit ut under den senaste vegetationsperioden. |  |

### Ä
| Ädellövskog | skog av klimatkänsliga och näringskrävande träd som ask, bok, alm, lind och lönn. |  |